# Dún Laoghaire
Dún Laoghaire (pronunciació irlandesa: d̪ˠuːn̪ˠ ˈɫeːrʲə) és un poble costaner suburbà situat al Comtat de Dublín, a Irlanda. Es troba a uns dotze quilòmetres al sud del centre urbà de Dublín. Dún Laoghaire és la capital del comtat de Dún Laoghaire–Rathdown i en el passat fou un important port d'entrada des de Gran Bretanya. La ciutat fou coneguda amb el nom de Kingstown entre el 1821 i el 1920.

## Història
El nom del municipi vol dir "fortificació de Laoghaire". Es refereix a Lóegaire mac Néill, Gran Rei d'Irlanda del segle v. Tanmateix, l'indret no va tenir gaire relleu històric fins a l'enfrontament del Rochdale i del Prince of Wales a la badia de Dublín, entre les roques de Blackrock i Dún Laoghaire, el 19 de novembre de 1807, en la que moriren 400 soldats embarcats a lluitar contra Napoleó I. En 1816 el rei Jordi IV d'Anglaterra va decretar la construcció del Moll Oest amb el nom de Dunleary, però el 1821 fou batejat com a Kingstown. El 1916 hi va desembarcar la 59a Divisió amb la missió de reprimir l'aixecament de Pasqua. Quan es va constituir l'Estat Lliure Irlandès el 1920 va rebre el nom actual. Durant la Segona Guerra Mundial van caure algunes bombes alemanyes a People's Park dels Rosmeen Gardens, provocant danys a alguns edificis.

## Personatges
- Bob Geldof, líder de The Boomtown Rats